# Maksymilian Siemieński
Maksymilian Siemieński (ur. 12 sierpnia 1905 w Tuchowie, zm. 17 grudnia 1966) – polski pedagog i działacz oświatowy, profesor Uniwersytetu Jagiellońskiego. 

## Życiorys
Bardzo wcześnie stracił rodziców. Ojciec (urzędnik samorządu terytorialnego) zmarł w 1907, a matka w 1921. W latach 1918–1925 uczęszczał do gimnazjum klasycznego w Tarnowie. Studia odbył na Wydziale Humanistycznym Uniwersytetu Jana Kazimierza we Lwowie znał dobrze łacinę i grekę, a z języków nowożytnych – niemiecki i francuski. W 1929, będąc na czwartym roku studiów, uzyskał stopień doktora filozofii na podstawie pracy doktorskiej pt. „Socjologia pozytywizmu polskiego” (promotorem był prof. Wilhelm Bruchnalski). Po studiach, rezygnując – ze względów zdrowotnych – z możliwości objęcia asystentury, rozpoczął pracę w szkolnictwie w Małopolsce Wschodniej. W latach 1929–1932 pracował na terenie woj. stanisławowskiego i lwowskiego w szkołach średnich ogólnokształcących i zawodowych. W 1935 przeniósł się do Krakowa, gdzie pracował na stanowisku instruktora szkolnictwa dla dorosłych i uniwersytetów powszechnych w Kuratorium Okręgu Szkolnego Krakowskiego. W 1938 został zatrudniony jako wykładowca na UJ.
We wrześniu 1939 dostał się do niewoli pod Zamościem. Wieziony do Niemiec, zbiegł z transportu i powrócił do Krakowa. W Krakowie rozpoczął działalność konspiracyjną w strukturach Armii Krajowej. Bierze udział w tajnym nauczaniu, uczestnicząc w pracach programowych tzw. Biura Oświatowego. W sierpniu 1944 zostaje aresztowany za działalność konspiracyjną i osadzony w obozie koncentracyjnym w Płaszowie, a następnie skierowany do robót przymusowych.
Od 1945 pełnił funkcję naczelnika wydziału oświaty dorosłych w resorcie edukacji. W 1947 habilitował się przed Radą Wydziału Humanistycznego UJ z zakresu oświaty i kultury dorosłych. Podstawą habilitacji była rozprawa pt. Oświatowe i społeczne funkcje kształcenia dorosłych w Polsce współczesnej. Uchwałą Rady Wydziału Humanistycznego UJ z 20 stycznia 1950 został profesorem kontraktowym w Katedrze Oświaty i Kultury Dorosłych, a w kilka miesięcy później uzyskał tytuł profesora nadzwyczajnego. W 1957 został przewodniczącym Komisji Nauk Pedagogicznych PAN w Krakowie. Jako jeden z czterech polskich uczonych został w 1965 przyjęty na członka amerykańskiej World Academy of Art and Science. Zainteresowania naukowe Siemieńskiego obejmowały dydaktykę szkoły wyższej, oświatę dorosłych, profilaktykę oraz kultury pracy w zakładach przemysłowych.
Ożeniony z Janiną Amalią de Ines (1907–1978), lektorem języka niemieckiego w UJ i Akademii Rolniczej, pozostawił córkę Renatę Wandę Siemieńską-Żochowską, profesora socjologii w Uniwersytecie Warszawskim.
Pochowany na cmentarzu Salwatorskim w Krakowie. 

## Ważniejsze prace
- Zagadnienia szkolnictwa dla dorosłych (1951)
- Praca kulturalno-oświatowa na wsi radzieckiej (1953)
- Z badań nad działalnością kulturalno-oświatową w Nowej Hucie (1961)

## Ordery i odznaczenia
- Złoty Krzyż Zasługi (11 lipca 1948)[4]
- Medal 10-lecia Polski Ludowej (15 stycznia 1955)[5]